# Немања Старовић
Немања Старовић (Нови Сад, 9. мај 1982) српски је политичар, историчар, новинар, књижевник и геополитички аналитичар. Тренутно обавља функцију Министра за европске интеграције Републике Србије. Био је министар рада, запошљавања, борачка и социјална питања Републике Србије.

## Биографија
Рођен је 1982. године у Новом Саду. Завршио је Карловачку гимназију а потом дипломирао и мастерирао на одељењу за историју Филозофског факултета Универзитета у Новом Саду. Такође, завршио је и Дипломатску академију Министарства спољних послова. 
Од септембра 2011. до јула 2012. године, био је члан Градског већа Новог Сада, када постаје помоћник градоначелника Новог Сада. Од јесени 2012. године до марта 2013. године је био члан Градског већа Новог Сада за урбанизам и заштиту животне средине.
У Канцеларији за Косово и Метохију Владе Републике Србије је радио од 2014. до 2016. године. На првом програму Радио телевизије Војводине од 2016. године води ауторску емисију „Ино-стране“.
Један је од оснивача НВО Центар за друштвену стабилност.
Био је државни секретар Министарства спољних послова Републике Србије и заменика министра, именован је на седници Владе Републике Србије 18. фебруара 2021. године.
Члан је Удружења књижевника Србије и Матице српске.

## Дела
- „Блиски исток, кратко и јасно“ (2014)[1]
- „Са друге стране“ (2016)[1]
- „Подељени град“ (2018)[1]